# Accidente ferroviario de Alicante de 1912
El accidente ferroviario de Alicante de 1912 se refiere al descarrilamiento ocurrido el 4 de octubre de ese año en la Estación de Alicante-Terminal, ubicada en la ciudad de Alicante (España). En este accidente, el tren de pasajeros número 30 de la compañía MZA (Madrid-Zaragoza-Alicante) no logró frenar a tiempo y descarriló debido a la alta velocidad a la que circulaba, atravesando el vestíbulo de la estación y terminando en la calle. Como resultado, la estación sufrió daños significativos, cuatro personas murieron y más de treinta personas resultaron heridas.

## Descripción

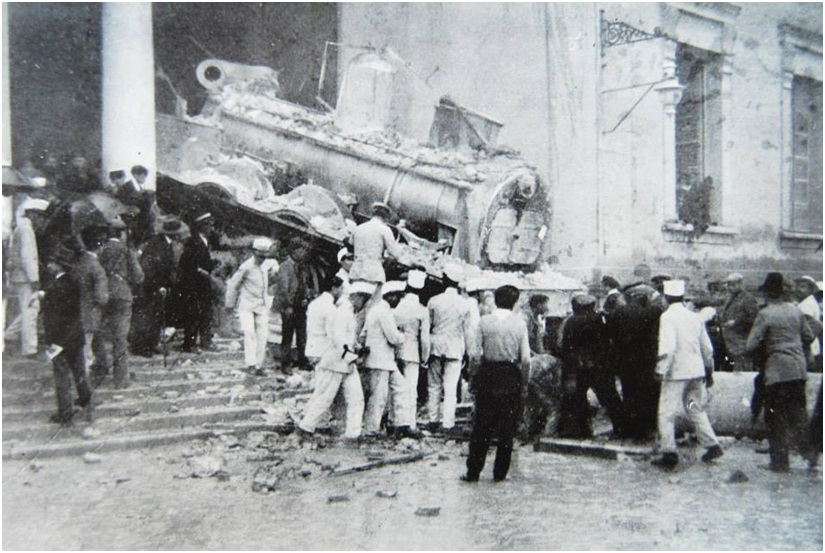
Locomotora encallada en las escaleras de acceso a la estación, tras haber atravesado el vestíbulo después del descarrilamiento.

El accidente fue provocado por una serie de circunstancias desafortunadas. El maquinista entró en la estación a una velocidad inusualmente alta, aparentemente debido a que el tren llevaba retraso. La combinación de velocidad excesiva, alrededor de 40 km/h, y un fallo en el sistema de frenado llevaron a la imposibilidad de detener el tren a tiempo. El tren no solo se desvió de su camino, sino que continuó su trayectoria, atravesando la estación y saliendo a la calle a través del vestíbulo. Las protecciones y un muro fueron destrozados, y las instalaciones del despacho de billetes quedaron completamente arrasadas.
Según las descripciones del incidente, el tren no se detuvo al impactar contra los topes de final de vía, sino que siguió su curso, perforando muros, derribando columnas y finalmente quedando parcialmente enterrado entre los escombros en la avenida de Salamanca. Las descripciones de la época señalan que la escena fue dantesca, marcada por la confusión, el pánico y los gritos desgarradores de las víctimas.
Tras el accidente, se instauró una vía supletoria sobre el andén para facilitar la retirada de la locomotora, una tarea que se describió como extremadamente desafiante. Las víctimas del desastre fueron atendidas en la Casa de Socorro y en el hospital, y los esfuerzos de los empleados de la compañía MZA y los médicos municipales fueron elogiados por su valentía y dedicación durante esta terrible crisis.
La prensa local había informado previamente de accidentes similares, atribuyéndolos a un mantenimiento inadecuado de las líneas ferroviarias por parte de la compañía. A pesar de las conjeturas iniciales de que el accidente pudo haber sido causado por la inexperiencia de un maquinista sustituto, la compañía aclaró que se trataba de un «buen maquinista de la Compañía».